# Landfall (czasopismo)
Landfall – jeden z najstarszych nowozelandzkich magazynów artystycznych i literackich. Jego poprzednikami były: „Caxton Press” i nieregularnie publikujący „Book”, redagowany przez Antona Vogta.
Pomysł na profesjonalnie drukowane pismo o tematyce kulturalnej narodził się w Londynie, podczas II wojny światowej, gdzie Denis Glover z „Caxton Press” odwiedził Charlesa Brascha. Magazyn powstał w 1947, a redaktorem naczelnym został Brasch. Publikuje informacje o nowych książkach, poezje, krytyczne eseje, komentarze kulturowe i recenzje książek, sztuki, filmu, dramatu i tańca.
Od 1994 magazyn jest wydawany dwa razy w roku przez Otago University Press. Wersja internetowa czasopisma publikuje co miesiąc nowe recenzje literackie.
Brasch pozostał redaktorem naczelnym do 1966. Zastąpił go Robin Dudding (1966–1972, nr 81–101). W latach 2010–2017 (nr 218–234) redagował David Eggleton. Od października 2017 redaktorką została Emma Neale (od nr 325).
„Landfall” jest otwarty dla nowych twórców nowozelandzkich i regionu Pacyfiku. Każdy numer zawiera wiele ważnych nowych dzieł najlepszych pisarzy tego kraju, takich jak Emma Neale, Vincent O’Sullivan, Peter Wells, Sarah Knox, C.K. Stead, Albert Wendt, Cilla McQueen czy Gregory O’Brien. Magazyn jest produkcją wysokiej jakości, z portfolio artystów w pełnym kolorze. Wśród artystów znaleźli się Gavin Hipkins, Richard Killeen, Weegee, Wayne Barrar i Kay Rosen.